# 人工心筋
人工心筋（じんこうしんきん）は心筋の収縮を行う人工臓器のことである。
再生医療の方法論を応用した再生心筋も人工心筋と呼ばれることもある。しかしながら、再生心筋は、生きている細胞を応用している点で、人工臓器とは異なる意味合いもある。最近、注目されているのはメカニカルな人工心筋である。メカニカルな人工心筋は、人の細胞を使ったり、動物の細胞を使ったりすることによって発生する倫理的な問題は少ない。（PCT(国際)出願された「人工心筋装置」）

## 歴史
人工臓器として用いられる人工心筋の開発は1980年代から試みられ始め、空気圧駆動型の人工心筋は長期の動物実験まで成功したこともあったが、空気圧駆動型の補助人工心臓の臨床試験開始に伴い、その後、日本ではあまり開発が進んでいなかった。アメリカでは、心室全体を覆う心室カップの方法が試みられたり、オーストラリアでは、空気圧駆動のサック型人工心筋を心室に癒着させる方法も実験され、長期動物実験で好成績を残した。
日本でも、その後、エレクトロハイドローリック方式人工心筋開発などが開発され始め、アクチュエータを肋間などに固定する方法論による埋め込み型の人工心筋開発が行われ、開発への道筋がついた。東北大学では右心補助の空気圧駆動型補助心筋、埼玉では左心補助が試みられ、活発な討論があった。
更に最近では、近年のナノテクノロジーの発展と共に、心筋の代用になる耐久性・収縮性に優れた人工筋肉バイオメタルが開発されるようになり、完全埋め込み型の人工内臓としての新しい世代の「完全埋め込み型人工心筋」システムが提案され、東北大学加齢医学研究所などで山羊を用いた動物実験が進められている。システムは、新しいナノテク形状記憶合金などからなるアクチュエータと、経皮エネルギー伝送装置からなり、心臓の悪い部分を直接アシストする完全埋め込み型のシステムである。血液と接触しないので、血栓形成の心配がなく、次世代型の人工内臓として位置づけられ、将来性が期待される。
ナノテクを応用した分子結晶配列制御を試みたアクチュエータ「バイオメタル」は、従来型の形状記憶合金と比較して数千倍の耐久性を誇り、飛躍的な進歩をこの分野にもたらしている。ナノテクが人工臓器にもたらす飛躍的進歩の代表例として注目される。